# Camilo Carrillo
Camilo Nicanor Carrillo Martínez (Paita, 15 de diciembre de 1830 - Lima, 7 de mayo de 1901) fue un marino y político peruano. Perteneció a la brillante generación de marinos peruanos que participaron en la guerra del Pacífico. Especializado en Ciencias Matemáticas, fue catedrático de la Universidad Nacional Mayor de San Marcos. Fue también ministro de Hacienda y Comercio (1871 y 1873-1874), diputado nacional  y presidente de su cámara (1878-1879), así como ministro de Guerra y Marina (1881 y 1899) y presidente del Consejo de Ministros (1881 y 1882-1883).

## Biografía
Sus padres fueron el coronel de caballería Camilo Carrillo (fusilado en 1836 junto con Felipe Santiago Salaverry) y María Juliana Martínez. Estudió en el Convictorio de San Carlos. En 1847 fue admitido en el servicio de la Marina en la clase de guardiamarina, cursando en el Colegio Militar. Culminado sus estudios, en 1850 fue embarcado en el vapor Rímac. Ya como alférez de fragata, pasó a integrar la dotación del bergantín Gamarra en 1851, concurriendo al bloqueo de Cobija, entonces puerto boliviano, durante la crisis originada por el contrabando de armas, en el gobierno de José Rufino Echenique (1853).
En 1854 fue embarcado en la fragata Amazonas, permaneciendo en la Armada aún después del cambio de gobierno producido tras la batalla de La Palma. En 1856 solicitó su retiro del servicio por motivos de salud, pero fue reintegrado en 1859, siendo destinado como profesor del Colegio Militar. Fue ascendido a teniente primero en 1860.
En 1862 fue enviado al departamento fluvial de Loreto, siendo encargado de la vigilancia del armado de los vapores del Amazonas en Pará. Nombrado segundo comandante del vapor Morona, realizó viajes del Pará a Yurimaguas. Ingresó a Iquitos junto con la flotilla, en enero de 1865. Ese mismo año fue nombrado secretario de la comisión encargada de definir los límites con Brasil y ascendió a capitán de corbeta. En 1866 asumió el comando del vapor Loa, en el que participó en el combate del Callao contra la Escuadra Española del Pacífico (2 de mayo de 1866). Luego pasó a comandar la corbeta Unión. Ascendido a capitán de fragata, fue nombrado comandante de la fragata Independencia en 1867. Luego permaneció sin colocación por unos meses hasta que fue nombrado capitán de puerto de Huanchaco.
En 1868 viajó a los Estados Unidos comisionado por el gobierno peruano para traer los monitores Manco Cápac y Atahualpa, que eran las nuevas adquisiciones de la marina peruana. Pese al mal estado de ambos monitores, los marinos peruanos emprendieron la hazaña de traerlos al puerto del Callao, desde Nueva Orleáns vía el Océano Atlántico y el estrecho de Magallanes. Carrillo tomó el mando del Manco Cápac y asumió la comandancia de la división, por renuncia del comandante Benjamín Mariátegui, que se hallaba delicado de salud. En Río de Janeiro cedió dicha comandancia al capitán de navío Manuel Ferreyros, quien acababa de arribar a bordo de la corbeta Unión. La flota llegó por fin al Callao, el 11 de mayo de 1870, tras un año, tres meses y veintinueve días de larga travesía.
Fue nombrado vocal de la Junta Reformadora de las Ordenanzas Navales, así como director de la Escuela Preparatoria y Naval a bordo del vapor Marañón (1870). El presidente José Balta lo nombró ministro de Hacienda y Comercio, cargo en el que mantuvo por tres meses, de julio a septiembre de 1871. En 1872 fue nombrado jefe de la comisión que debía examinar el trazo propuesto para la construcción del canal interoceánico. Otra misión que tuvo fue verificar las observaciones francesas de las posiciones geográficas de Pisco y Tambo de Mora.
En 1873 ascendió a capitán de navío. El 8 de noviembre de ese mismo año, el presidente Manuel Pardo y Lavalle le confió el Ministerio de Hacienda y Comercio, cargo en el que se mantuvo hasta el 26 de mayo de 1874.
En 1876 fue elegido diputado por Bajo Amazonas, llegando a ser presidente de su cámara entre 1878 y  1879. Se desempeñó también como catedrático en la facultad de Ciencias Matemáticas de la Universidad de San Marcos y durante cuatro años fue vocal de la Junta Superior de Instrucción. En febrero de 1879 retornó a la dirección de la Escuela Naval.

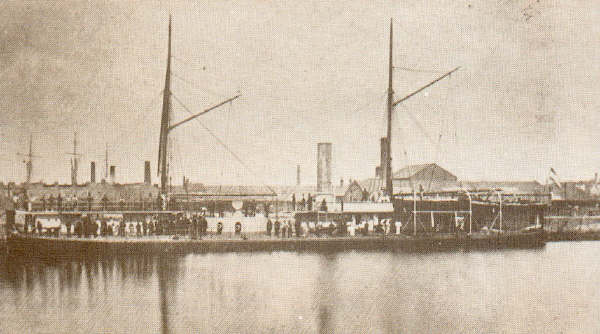
En la fotografía el monitor Manco Cápac, gemelo del monitor Atahualpa; ambos integraban la Tercera División Naval del Perú en 1879, bajo el comando de Camilo Carrillo.

Cuando el 5 de abril de 1879 el gobierno de Chile declaró la guerra al Perú, Carrillo fue nombrado comandante de la Tercera División Naval, integrado por el monitor Manco Cápac (buque insignia), el monitor Atahualpa y el vapor Limeña (la primera división la comandaba Miguel Grau y la segunda Aurelio García y García). Se le confió el mando de las baterías de Arica, actuando en el Combate naval de Arica, pero no participó en la defensa  final de Arica por haber sido llamado a Lima, en abril de 1880. Durante la defensa de Lima fue nombrado comandante de las baterías emplazadas en Miraflores y participó en la batalla librada allí, el 15 de enero de 1881. 
Ocupada Lima por los chilenos, se constituyó en el pueblo de La Magdalena el gobierno nacional encabezado por el doctor Francisco García Calderón (12 de marzo de 1881). Carrillo integró ese gobierno como ministro de Guerra y Marina; luego pasó a ser Presidente del Consejo de Ministros y Ministro interino de Hacienda y Comercio, hasta el 6 de noviembre de 1881. Tras el confinamiento del presidente García Calderón en Chile, pasó a Arequipa, donde asumió la jefatura política y militar de los departamentos del Sur y, organizado allí el gobierno del contralmirante Lizardo Montero, fue ministro de Gobierno y presidente del Consejo de Ministros (1882-1883).
Tras de la derrota de Andrés A. Cáceres en Huamachuco el 10 de julio de 1883, quiso continuar la resistencia a toda costa y se movilizó con algunas fuerzas desde Arequipa hasta Andahuaylas en busca de Cáceres, pero la firma del Tratado de Ancón, el 20 de octubre de ese mismo año, puso fin a sus propósitos.
Durante el periodo de la Reconstrucción Nacional se contó entre los fundadores de la Sociedad Geográfica de Lima (1888), en la cual presidió la comisión de Oceanografia y llegó a ser su vicepresidente. En 1895 fue nombrado director general de Correos. Al inaugurarse el gobierno del presidente Eduardo López de Romaña, integró su gabinete como ministro de Guerra y Marina, de 8 de septiembre a 2 de diciembre de 1899. Luego retornó a la dirección de Correos, cargo que desempeñó hasta su fallecimiento.